# Karamanlider
Karamanlider (grekiska: Καραμανλήδες; turkiska: Karamanlılar), eller Karamanlis är en  turkisktalande och grekisk-ortodox folkgrupp från regionen Karaman och Kappadokien i Anatolien. 
I dag lever flertalet karamanlider i Grekland men det finns en betydande diaspora i Västeuropa och Nordamerika.

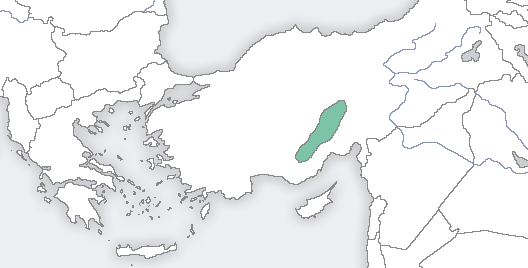
Utbredning av karamanlidernas förfäders hemland.